# Sundown on the Forest

Sundown on the Forest est un album du groupe rock Kingfish sorti en 1999.
Il a enregistré sur plusieurs années avec différentes combinaisons des musiciens jouant ou ayant joué dans le groupe en particulier Matthew Kelly, Steve Kimock, Barry Sless, Barry Flast, Mookie Siegel, Robbie Hoddinott, Jimmy Sanchez, et Ana Rizzo.
Un certain nombre de musiciens et de chanteurs invité ont aussi participé à l'album comme Jenni Muldaur, la fille de Maria Muldaur.
Bob Weir du Grateful Dead, ancien membre de Kingfish, apparaît sur plusieurs chansons, et chante Padlock Cufflinks. Jerry Garcia joue la guitare sur la Ridin' High.
C'était le premier album de studio par Kingfish depuis Trident en 1978.

## Titres
1. Hurt Enoug (Barry Flast)
2. Sundown on the Forest (Barry Flast, Michael Johnson)
3. It Don't Take Much (Marcus Strange)
4. Burning in My Heart (Barry Flast)
5. Ridin' High (Bill Cutler)
6. Padlock Cufflinks (James A. Nelson III, Barry Flast)
7. Goodbye, So Long (Marcus Strange)
8. Every Little Light (Matthew Kelly, Marcus Strange)
9. Eyes of the Night (Barry Flast)
10. It Takes a Lot to Laugh, It Takes a Train to Cry (Bob Dylan)
11. My Baby Left Me (Arthur Crudup)
12. Tennessee Blues (Bobby Charles)
13. Starship Ride (Country Joe McDonald)
14. Jump for Joy (John Carter, Tim Gilbert)

## Musiciens
- Matthew Kelly – guitare, harmonica, chant
- Rick Anderson – guitare basse
- Fred Campbell – guitare basse guitare acoustique, chant
- Caitlen Cornwell – chant
- Jerry Cortez – guitare
- Bill Cutler – chant
- Greg Douglas – guitare
- Zoe Ellis – chant
- Barry Flast – piano, chant
- Jerry Garcia – guitare
- Robbie Hoddinott – guitare
- Steve Kimock – guitare
- Jenni Muldaur – chant
- James A. Nelson III– percussion
- Eric Parker – batterie
- Ray Parnell – guitare
- David Perper – batterie
- Jimmy Pew – clavier
- Robert Powell – guitare
- Danny Rio – chant
- Ari Rios – chant
- Ana Rizzo – chant
- Jimmy Sanchez – batterie
- Mookie Siegel – piano, Hammond B3, percussion
- David Simon-Baker – guitare
- Barry Sless – guitare
- Bobby Vega – guitare basse
- Bob Weir – guitare acoustique, chant